# Coregonus fontanae
Coregonus fontanae is een endemisch soort houting die alleen in het Grote Stechlinmeer (4,25 km²) in de Duitse deelstaat Brandenburg voorkomt. Deze houting of marene heet in het Duits Stechlin- of Fontanemarene.

## Beschrijving
Deze vis is gemiddeld 10 tot 12 cm en wordt vier tot vijf jaar oud. Deze houting verschilt op een groot aantal detailkenmerken zoals het aantal schubben op de zijlijn en de verhoudingen tussen lichaamslengte en andere lichaamsdelen. Daarnaast is DNA-onderzoek verricht waaruit het onderscheid bleek. De vis werd pas in 2003 beschreven en ontleent zijn wetenschappelijke naam aan de auteur Theodor Fontane die een roman wijdde aan de landstreek en de mensen rond het Stechlinmeer.

## Verspreiding en leefgebied
Deze kleine soort houting heeft zich pas na de laatste IJstijd tot een aparte soort ontwikkelt, dat is minder dan 12.000 jaar geleden. De soort splitste zich toen af van de kleine marene, die in hetzelfde meer voorkwam. Deze Stechlinmarene is een diersoort die alleen in Duitsland voorkomt.
De vis verblijft overdag op diepten tussen 20 en 60 m onder het wateroppervlak, 's nachts hoger. De vis paait in het voorjaar, meestal in mei en juni.

## Status
Het Stechlinmeer ligt in een het Stechlin-Ruppiner Land Nature Park waardoor de fauna van het gebied goed beschermd is. Er zijn geen factoren bekend die schadelijk zijn voor de vispopulatie. Daarom staat deze soort als niet bedreigd op de Rode Lijst van de IUCN.